# Master and Servant Act 1823
Master and Servant Act 1823 var en brittisk parlamentsakt från 1823. Lagen var ett försök att till bestraffa tjänstefolkets brytande av kontrakt med arbetsgivaren.

### Fotnoter
1. ↑  ”Web Appendix to \Coercive Contract Enforcement” (på engelska). http://www.aeaweb.org/aer/data/feb2013/20100770_app.pdf. Läst 16 juni 2013.